# École d'informatique, d'électronique et d'expertise comptable
 (novembre 2013).
Si vous disposez d'ouvrages ou d'articles de référence ou si vous connaissez des sites web de qualité traitant du thème abordé ici, merci de compléter l'article en donnant les références utiles à sa vérifiabilité et en les liant à la section « Notes et références ».
L'École d'informatique, d'électronique et d'expertise comptable (EIECO) à Kinshasa est l’un de premiers instituts supérieurs privés de la République démocratique du Congo, fondée en 1972 par Anatole Musoko Kanumbi.
Cette école a la vocation de former au cycle de graduat ou de licence, des ingénieurs-techniciens dans les domaines de l’électronique (avec orientation en télécommunications ou radiocommunication), l’électromécanique, l’électrotechnique, l’informatique de gestion et dans l’expertise comptable.
Elle a contribué à la formation des nombreux cadres de la République du Zaïre (actuel RDC), de ceux-là sous-région de l’Afrique centrale et principalement du Congo-Brazzaville. Leurs preuves ont été démontrées en comparaison de ceux formés dans d’autres établissements universitaires de ceux de ce pays comme d’Europe ou d’ailleurs.